# Gheorghe Marinescu

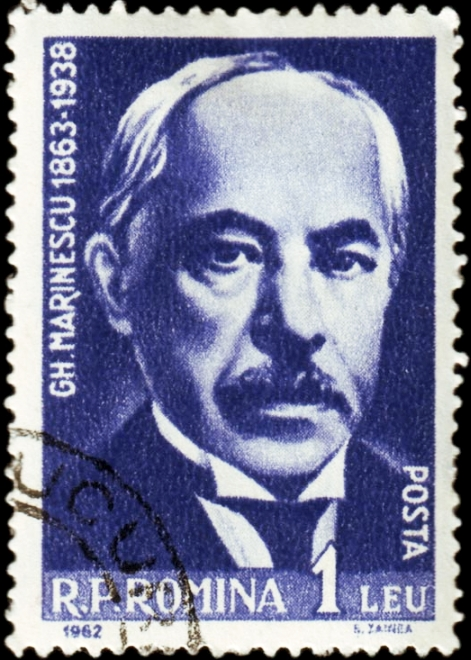
Gheorghe Marinescu

Gheorghe Marinescu (28 de fevereiro de 1863 — 15 de maio de 1938) foi um neurologista romeno.